# Saint-Hilaire-le-Petit
Saint-Hilaire-le-Petit is een dorp en een gemeente in het Franse departement Marne (regio Grand Est) en telt 282 inwoners (2008). De plaats maakt deel uit van het arrondissement Reims. Het dorp ligt aan het riviertje de Suippe. Het westelijkste gedeelte van de gemeente valt onder het Camp de Moronvilliers, een militair terrein waar detonatie-experimenten en simulaties worden verricht als deel van het Franse kernwapenprogramma. Er is zelfs een verboden vliegzone boven dit gebied uitgeroepen en luchtfoto's zoals die op Google Maps zijn onscherp gemaakt. Het kamp is genoemd naar het voormalige dorp Moronvilliers, dat in de Eerste Wereldoorlog werd vernietigd.

## Geografie
De oppervlakte van Saint-Hilaire-le-Petit bedraagt 23,3 km², de bevolkingsdichtheid is 11,3 inwoners per km².

## Demografie
In 2008 woonden er 282 personen in Saint-Hilaire-le-Petit. In de jaren daarvoor (vanaf 1962) schommelde het inwoneraantal tussen de 355 en 263 personen.

## Externe links

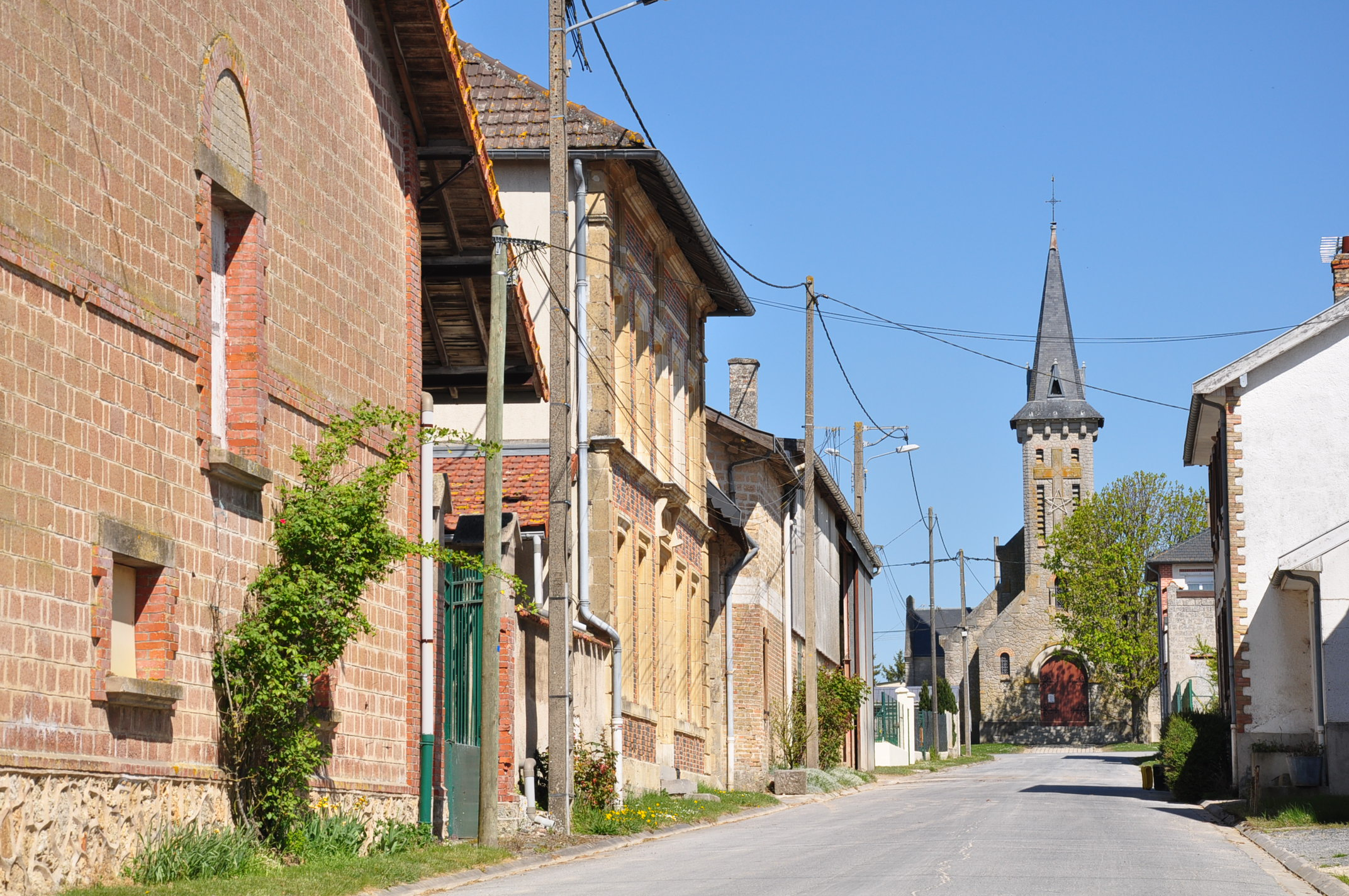
Rue de l'église
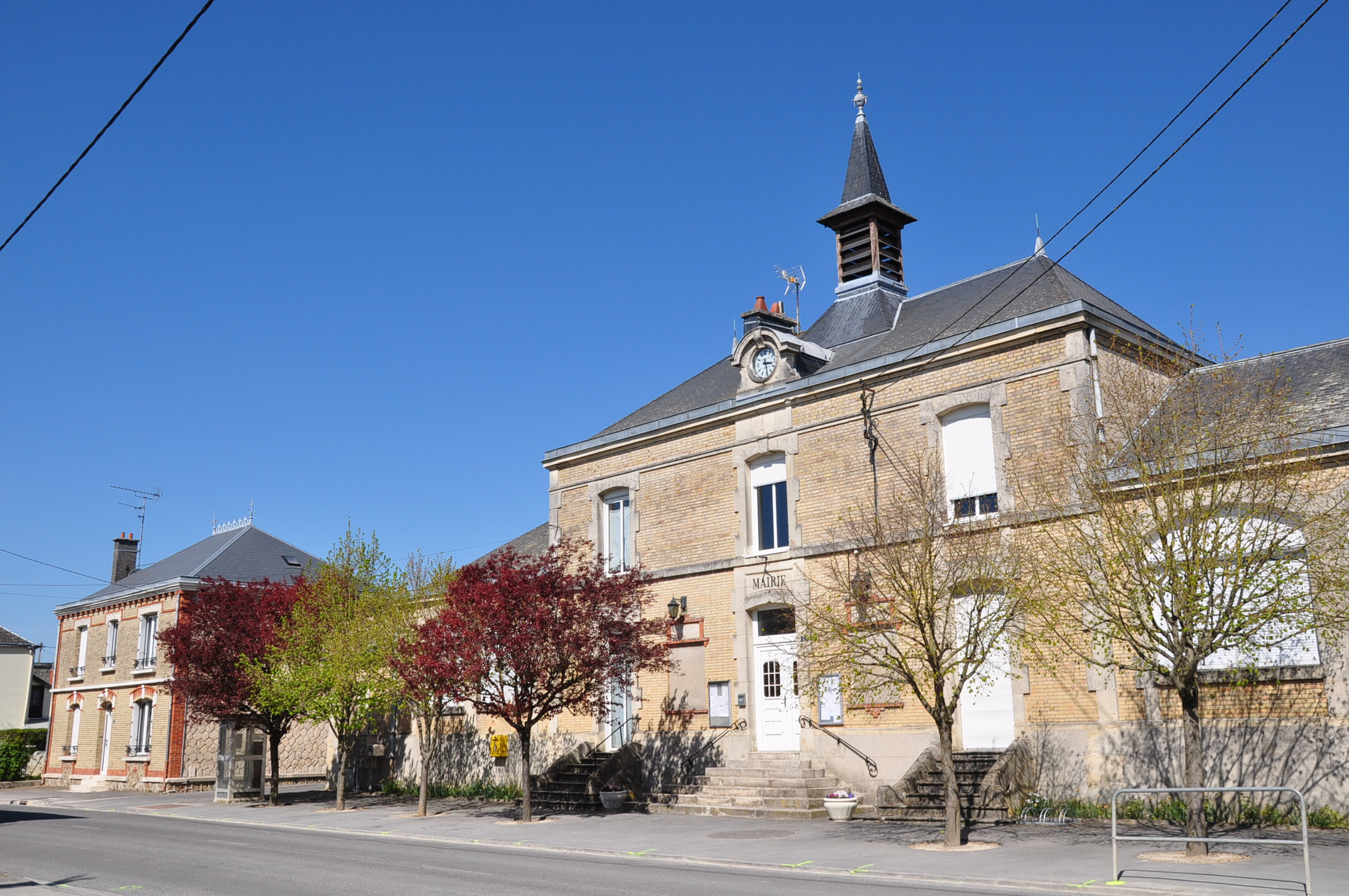
Stadhuis (Mairie)
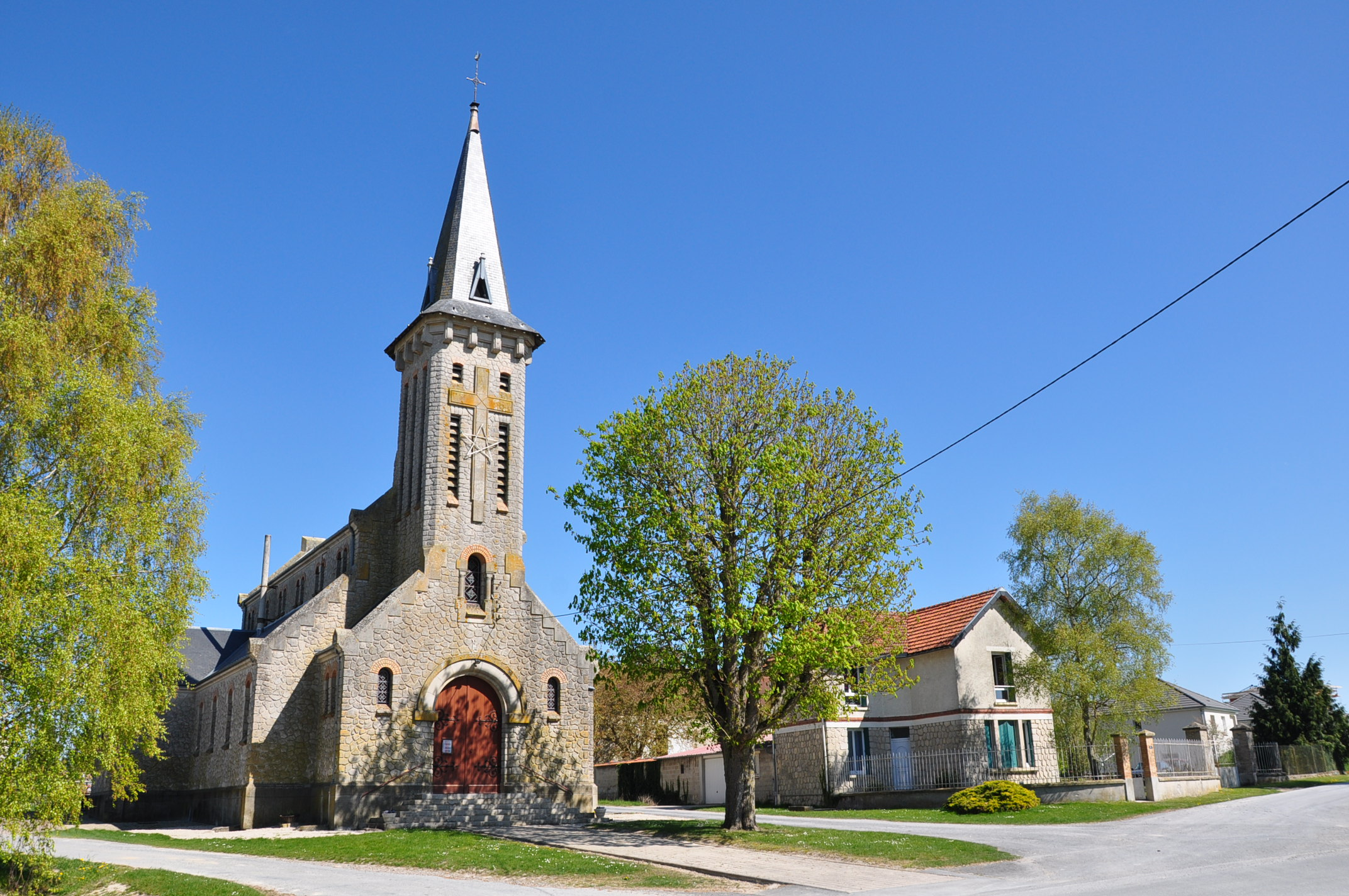
Kerk